# Kalispel
Els kalispel són una tribu índia de parla salish, també coneguts com a pend d'oreilles (arracades), encara que hom considera els pend d'oreille o slka-tkml-schi com una tribu independent. Vivien als marges del llac Kalispel, al nord d'Idaho i nord-est de Washington. El 1887 signaren el Tractat de Sandpoint i es repartiren entre les reserves Flathead, Kalispel i Coeur d'Alene.
Segons Dart eren 520 el 1851 (480 segons McVicar). Lewis i Clark els dividiren en alts, baixos i micksucksealton i el 1805 els estimaren en 1.600 individus en 30 cabanes. El 1905 hi havia 197 kalispel i 604 pend d'oreille dins l'Agència Flathead. Segons el cens dels EUA del 2000 hi havia 380 individus. Viuen a la reserva Flathead, molt barrejats amb altres salish i kutenai, i fins i tot amb blackfoot i iroquesos que acompanyaren als exploradors francesos.